# Блохін Олег Олегович
Олег Олегович Блохін (нар. 20 жовтня 1980) — український та російський футболіст, захисник.

## Життєпис
Вихованець УОР (Донецьк). У 1997 році зіграв 14 хвилин у кубку України за «Металург» (Комсомольське). У березні 1998 року розпочав футбольну кар'єру в друголіговому клубі «Кремінь» (Кременчук). На початку 1999 року був запрошений до полтавської «Ворскли», але виступав лише в другій команді полтавчан. Влітку 1999 року вирушив до клубу «Адомс» (Кременчук). У 2001 році виїхав до Росії, де став гравцем «Лада» (Тольятті). Через півроку перейшов до «Содовик» (Стерлітамак). У 2002 році повернувся до «Кременя», але виступав лише за другу команду. У 2003 році переїхав до Казахстану, де захищав кольори «Єсіля» (Кокчетау). На початку 2004 року повернувся в Україну, де підсилив склад сумського «Спартака-Горобина», а наступного року — чернігівської «Десни» та черкаського «Дніпра». Навесні 2006 року виступав у молдовському клубі «Ністру» (Атаки), після цього повернувся в Україну, де став гравцем ПФК ПФК «Олександрії». Дебютував за олександрійців 21 липня 2006 року в переможному (1:0) виїзному поєдинку 1-о туру першої ліги проти луцької «Волині». Олег вийшов на поле на 80-й хвилині, замінивши Миколу Дремлюка. У футболці ПФК «Олександрії» провів 15 поєдинків. Потім виступав за сімферопольський «ІгроСервіс», російський «Магніт» (Желєзногорськ), «Атлант» (Кривий Ріг) та ФК «Полтаву». У 2008 році знову виїхав до Росії, де вдруге в кар'єрі став гравцем «Лади» (Тольятті). Через півроку перейшов до клубу «Сокіл» (Саратов). Сезон 2009 року розпочав у четвертоліговому «Будівельнику» (Пенза), а влітку змінив клуб на «Динамо» (Уфа). У 2010 році виступав у динамівських командах з Бійська та Ставрополя. У 2011 році прийняв запрошення клубу «Сизрань-2003», в складі якого 2012 року й завершив футбольну кар'єру.